# Microsoft Minesweeper
Microsoft Minesweeper (tên cũ Minesweeper) là một trò chơi máy tính dò mìn ban đầu dành cho OS/2 và được Robert Donner, cả hai lúc đó đều nhân viên của Microsoft, chuyển đổi qua Microsoft Windows vào thời điểm đó. Lần đầu tiên được phát hành chính thức như một phần của Microsoft Entertainment Pack 1 vào năm 1990, nó được đưa vào bản cài đặt chuẩn của Windows 3.1 vào năm 1992, thay thế Reversi từWindows 3.0. Microsoft Minesweeper đã được đưa vào mà không có sự thay đổi lớn trong tất cả các bản phát hành Windows tiếp theo cho đến Windows Vista, tại thời điểm đó một phiên bản cập nhật của Oberon Media đã thay thế nó. Trong Windows 8 và sau này, trò chơi không được đưa vào, nhưng Microsoft Studios đã xuất bản một phiên bản cập nhật của nó, được phát triển bởi Arkadium, trên Windows Store.

## Cách chơi
Mục tiêu của trò chơi là khám phá tất cả các ô vuông không chứa các quả  mìn mà không bị "thổi bay" bằng cách nhấp vào một hình vuông có mìn bên dưới. Vị trí của quả mìn được phát hiện bởi một quá trình loại trừ logic. Nhấp vào bảng trò chơi sẽ tiết lộ những gì được ẩn bên dưới hình vuông hoặc hình vuông đã chọn (một số lượng lớn ô vuông trống có thể được tiết lộ trong một lần nếu chúng liền kề với nhau). Một số ô vuông trống nhưng một số chứa số (1 đến 8), mỗi số là số lượng các mìn tiếp giáp với ô vuông chưa được phát hiện. Để giúp tránh va vào mìn, vị trí của một ô bị nghi ngờ có thể được đánh dấu bằng cách gắn cờ nó bằng nút chuột phải. Trò chơi được coi là chiến thắng một khi tất cả các ô vuông trống đã được phát hiện mà không làm nổ một mìn nào, bất kỳ quả mìn còn lại không được xác định bằng cờ sẽ được máy tính tự động gắn cờ. Tuy nhiên, trong trường hợp trò chơi thất bại và người chơi nhầm cờ một hình vuông an toàn, ô vuông đó sẽ xuất hiện với chữ X màu đỏ che phủ quả mìn (biểu thị nó là an toàn), hoặc chỉ một chữ X màu đỏ (cũng biểu thị nó là an toàn). Bảng trò chơi có ba kích thước: mới chơi, trung cấp và chuyên gia, mặc dù có thể đặt tùy chọn kích cỡ.
Trong các phiên bản đầu của trò chơi, một mã cheat cho phép người chơi nhìn trộm bên dưới các ô.
Trò chơi đã được đặt tên là Vườn hoa thay vì Minesweeper trong một số bản dịch của Windows, dùng hoa thay cho mìn. Trò chơi Vườn hoa không thay đổi, chỉ thay tên tệp thi hành.

## Phát triển
Năm 2003, Microsoft đã tạo ra một biến thể được gọi là Minesweeper Flags trong MSN Messenger, được chơi với một đối thủ với mục tiêu tìm kiếm các mìn thay vì các ô vuông xung quanh.
Màu sắc của trò chơi thay đổi với bản phát hành của Vista (từ màu xám sang màu xanh dương hoặc xanh lục). Các biểu tượng đã được cập nhật để phù hợp với giao diện Aero. Nó cũng đi kèm với một motif dùng các "bông hoa" hòa bình hơn để thay thế mìn. Phiên bản Minesweeper này do Oberon Media thực hiện.
Microsoft loại bỏ Minesweeper ra khỏi Windows 8 và thay vào đó xuất bản một phiên bản tương đương miễn phí trên Windows Store. Phiên bản mới được phát triển bởi Arkadium và có quảng cáo đi kèm. Bản phát hành ban đầu được hỗ trợ bởi 30 giây quảng cáo video. Các bản phát hành sau này có tùy chọn đăng ký hàng tháng và hàng năm để xóa quảng cáo. Nhiều trang tin tức chỉ trích sự thay đổi này là có tính tham lam. Phiên bản này cập nhật cả hai motif hoa và mìn. Thách thức hàng ngày và chế độ phiêu lưu cũng được thêm vào trò chơi.

## Đón nhận
Business Insider gọi trò chơi là "một phần mang tính biểu tượng" của hệ điều hành Windows..